# 昂蒂尼城
昂蒂尼城（法語：Antigny-la-Ville，法語發音：[ɑ̃tiɲi la vil]）是法国科多尔省的一个市镇，属于博讷区。

## 地理
昂蒂尼城（47°6'5"N, 4°33'31"E）面积8.4 平方千米，位于法国勃艮第-弗朗什-孔泰大區科多尔省，该省份为法国中东部省份，北起奥布省，西接涅夫勒省和约讷省，南至索恩-卢瓦尔省，东南接汝拉省，东临上索恩省，东北部与上马恩省接壤。
与昂蒂尼城接壤的市镇（或旧市镇、城区）包括：托米雷、富瓦西、拉康什。

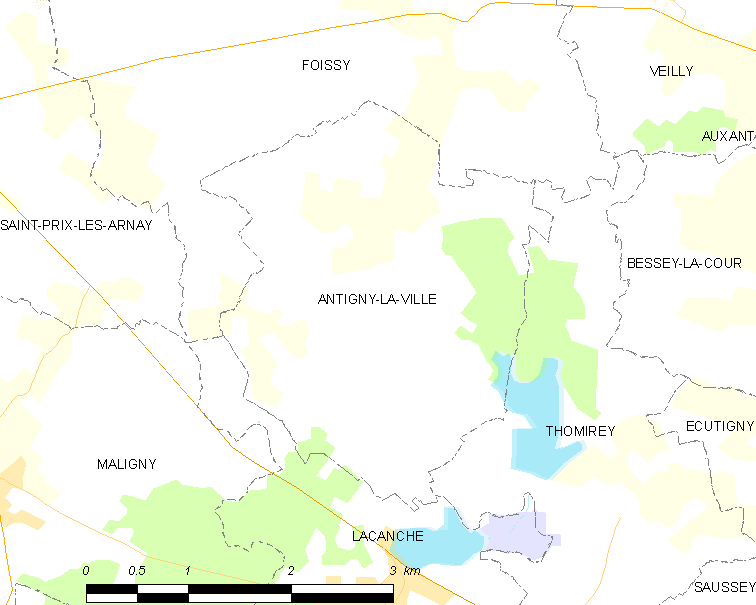
昂蒂尼城的OSM定位图

昂蒂尼城的时区为UTC+01:00、UTC+02:00（夏令时）。

## 行政
昂蒂尼城的邮政编码为21230，INSEE市镇编码为21015。

## 政治
昂蒂尼城所属的省级选区为阿尔奈勒迪克县。

## 人口

1962-2008年间昂蒂尼城人口变化图示

昂蒂尼城于2022年1月1日时的人口数量为87人。